# 陳裕 (景泰舉人)
陳裕（15世紀—15世紀），字有容，號愛竹，浙江寧波府鄞縣人，明朝政治人物。

## 生平
陳裕自幼聰明，每天能記萬言，成年後跟隨祖父陳通到北京，與蘇州人顧以山同舉茂異科，景泰四年（1453年）成順天鄉試舉人，朝廷下詔京官舉薦知人，祭酒陳詢推舉他，卻被權璫厭惡對方不依附自己，按下奏疏不發，他因此憤而回鄉講學為事，天順元年（1457年）會試中副榜，授光山訓導，曾到四川、雲南分考鄉試，選拔不少名十，九年後陞長洲教諭，捐置學田給貧困士人，秩滿後再陞臨江教授，每日與諸生講述《易經》，有《易學日抄》流傳，辭官後他迎接年九十多歲的雙親到光山，其親人因此佔籍光州。

## 引用
1. 1 2  乾隆《光山縣志·卷二十五·列傳二 名宦下》：陳裕，字有容，浙江鄞人，幼穎悟日記萬言，弱冠從祖通宦遊京師，與蘇州顧以山同舉茂異科，景泰癸酉舉順天鄉試，有詔京堂官各舉所知，祭酒陳詢首以裕薦，權璫惡不附已留疏不出，裕拂衣歸以講學為事，天順初中會試乙榜，除署光山訓導，兩聘典四川雲南鄉試，所舉多知名士，歷任九年遷長洲教諭，捐置學田以給貧士，秩滿轉臨江教授，日與諸生講易，有《易學日抄》傳於江右，先是迎二親於光山，俱年九十餘，其親習其風土，遂占籍光州。 同上
2. ↑  康熙《光州志·卷七·人物考》：陳裕，字有容，號愛竹，浙江鄞縣人……景泰癸酉科中順天鄉試……丁丑中乙榜……